# Fred Ottman
Fred Ottman (Norfolk, Virginia; 10 de agosto de 1956) es un luchador profesional estadounidense retirado, más conocido por sus nombres artísticos Tugboat y Typhoon en el tag team The Natural Disasters con Earthquake en la World Wrestling Federation. También es conocido por su impopular personaje "Shockmaster" en la World Championship Wrestling.

## Carrera

### World Wrestling Federation (1989-1993)
Ottman hizo su primera aparición en la WWF en un dark match en junio de 1989 bajo el nombre de Big Man Steel con Slick como mánager. Debutó en televisión como face bajo el nombre de Tugboat, vestido con una camisa de rayas rojas, un pantalón blanco y un sombrero de marinero. Con su nuevo gimmick, su saludo más conocido fue el de levantar el brazo y bajarlo como si tirase de la bocina de un barco y hacer tal sonido. En su introducción, fue presentado como íntimo amigo de Hulk Hogan, ayudándolo en su feudo con Earthquake y Dino Bravo.
Su primera aparición en un evento fue en Survivor Series, donde formó parte del equipo de Hogan para derrotar al de Earthquake y Bravo. Particicpó en Royal Rumble, siendo eliminado por su amigo Hulk Hogan. Continuando con el feudo de este, Tugboat y Hogan derrotaron a Bravo y Earthquake en The Main Event. Sin embargo, en mayo de 1991 cambió a heel y cambió su nombre a Typhoon, aliándose con Earthquake en el tag team The Natural Disasters, dirigido por Jimmy Hart. El dúo hizo su debut en un evento en Survivor Series, formando parte del equipo perdedor. Más tarde, en SummerSlam, derrotaron a The Bushwackers.
En 1992, The Natural Disasters, con los Campeonatos en Parejas como objetivo, se enfrentaron en Royal Rumble contra Legion of Doom; ganaron el combate por cuenta fuera, pero no lograron el título. Más tarde entraron en un feudo con los siguientes campeones, Money Inc. ("Million-Dollar Man" Ted DiBiase y Irwin R. Schyster, dirigidos por Hart), volviéndose faces. En WrestleMania VIII, Typhoon y su compañero se enfrentaron a ellos, igualmente ganando por cuenta fuera. Finalmente, consiguieron los cinturones el 20 de julio, perdiéndolos tres meses más tarde. Posteriormente, Natural Disasters participaron en Survivor Series, derrotando a Money, Inc y a su equipo.
Cuando Earthquake tomó una licencia para ausentarse de la empresa  a principios de 1993, Typhoon luchó en varios combates contra jobbers hasta que fue finalmente liberado de su contrato.

### World Championship Wrestling (1993-1994)

#### El incidente del Shockmaster
Después de salir de la WWF, Ottman se encontraría en uno de los momentos más infames de la historia de la lucha libre. Ottman había firmado un contrato con la World Championship Wrestling e iba a hacer su debut como compañero misterioso junto a Sting, Dustin Rhodes y Davey Boy Smith contra el equipo de Big Van Vader, Sid Vicious y Harlem Heat en Fall Brawl.
En el segmento "A Flair for the Gold" Sting y Smith fueron confrontados por Sid y Harlem Heat, exigiendo saber la identidad de su nuevo socio. Sting dijo "todo lo que voy a decir es que será el mayor shock del mundo, porque no es otro que... ¡The Shockmaster!". Fuegos artificiales estallaron en una esquina del decorado, la cual era una pared de yeso que se suponía debía ser atravesada espectacularmente por Ottman; este vestiría pantalones vaqueros, botas, un chaleco negro largo y un casco de stormtrooper de Star Wars pintado de escarcha. Sin embargo, en el proceso de abrirse paso a través del muro, Shockmaster tropezó con una tabla que no debería estar allí y cayó de bruces en el sitio, cayéndosele el casco y revelando su identidad al público. Intentando salvar la situación, Ottman se levantó inmediatamente y se lo puso, y se apresuró a acercarse al grupo, en el que los luchadores se esforzaban por contener la risa. Para colmo, Ole Anderson, que ponía la voz de Ottman por micrófono, se trabó debido a la risa (que afortunadamente no sonó) y no comenzó a hablar hasta después de una cómica pausa. Este incidente se debió a que, según Dustin Rhodes, la tabla había sido colocada allí inadvertidamente por David Crockett sin avisar a Ottman, quien no veía nada por el visor del casco.
A pesar de la reacción del público, la WCW decidió continuar con el personaje, y en Fall Brawl su equipo ganó el combate gracias a él; durante el evento, sin embargo, Shockmaster hizo su entrada vestido de constructor, un gimmick de conservaría durante su tiempo en la WCW, abandonando el anterior.

### Retorno a la WWF (1994)
Ottman volvió a la WWF como Typhoon en mayo de 1994, entrando en un corto feudo con Yokozuna & Crush. En agosto fue liberado de su contrato.

### Apariciones esporádicas (2001)
En 2001, Tugboat apareció en una Legend Battle Royal en WrestleMania X-Seven junto a su antiguo amigo Earthquake y varias otras leyendas, pero fue eliminado.

## Vida personal
Ottman se retiró de la lucha libre después de que la WCW se disolviera en 2001. Ahora reside en Lakeland, Florida y trabaja como jefe de seguridad en Gaffin Industrial Services, un servicio en limpieza de edificios. También es el entrenador de un equipo de ligas pequeñas a la que pertenecen sus dos hijos, Berkley y Beau y su hija Bailey. Es uno de los dos tíos de Cody Rhodes, el otro siendo Jerry Sags.

## Legado
El 31 de agosto de 2009, en RAW, D-Generation X y Dusty Rhodes comentaron el suceso en una sesión llamada "Ascenso y Caída de la WCW". Luego de quejarse de que el DVD de ese día no contiene su momento favorito, Triple H comenzó a explicar el incidente a Michaels mientras Rhodes intentaba detenerlo, y en ese momento una voz robótica dijo el nombre de Triple H y Shawn. HHH dejó de hablar, y tras mirar en esa dirección comentó que la voz salía de una pared similar a la del segmento "A Flair for the Gold". La pirotecnia estalló y Shockmaster salió de la pared, de forma similar a la versión original, aunque el personaje se reveló como Santino Marella después de que DX se fuera. Arn Anderson, (kayfabe) hermano de Ole Anderson, quien ponía la voz de Shockmaster, también fue visto en el segmento poniendo la voz de Marella.

## Campeonatos y logros
- Continental Wrestling Association
  - AWA International Heavyweight Championship (1 vez)
  - AWA Southern Tag Team Championship (2 veces) - con Jerry Lawler (1) y Goliath (1)

- Super World of Sports
  - SWS Tag Team Championship (1 vez) - con Earthquake

- World Wrestling Federation/WWE
  - WWF Tag Team Championship (1 vez) - con Earthquake
  - WWE Hall of Fame (Clase de 2025) - como miembro de The Natural Disasters